# Acroreiidae
Acroreiidae † es una familia extinta de caracoles.

## Taxonomía
La familia Acroreiidae se clasifica en el grupo informal Basommatophora (Taxonomía de Gastropoda (Bouchet & Rocroi, 2005)). La familia no tiene subfamilias.

## Géneros
El género tipo es Acroreia (Cossmann 1885).